# Château de Montardy (Grand-Brassac)
Pour les articles homonymes, voir Château de Montardy.
Le château de Montardy est un château français implanté sur la commune de Grand-Brassac dans le département de la Dordogne, en région Nouvelle-Aquitaine.
Il fait l'objet d'une protection au titre des monuments historiques.

## Présentation
Le château de Montardy se situe en Périgord, au nord-ouest du département de la Dordogne. sur la commune de Grand-Brassac, au sud de la route départementale 93, entre Celles et Grand-Brassac.
C'est une propriété privée.
Le château ainsi que sa terrasse et ses dépendances sont inscrits au titre des monuments historiques le 11 septembre 2001.

## Historique

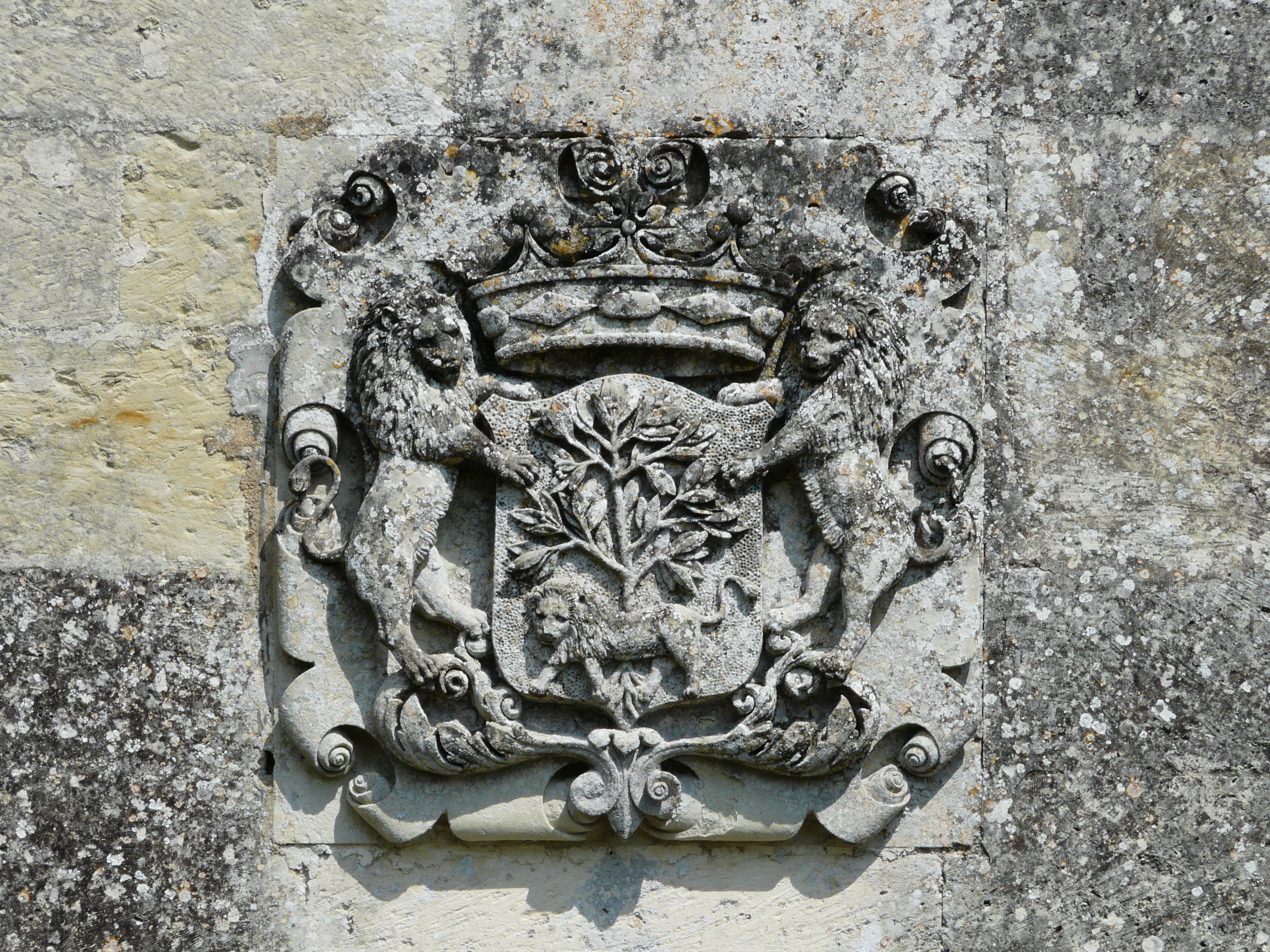
Les armoiries de la famille du Lau d'Allemans.

Le château de Montardy est un ancien repaire noble qui a été bâti au XIVe siècle et a souffert d'un incendie au XVIe siècle.
Il devient la propriété de la famille du Lau d'Allemans en 1600.
Des communs comprenant un pigeonnier sont érigés à l'ouest au XVIIe siècle.
À la Révolution, tout ce qui peut rappeler la féodalité (donjon, créneaux) est détruit. Seul reste un vaste logis qui en 1871 est incendié, entraînant la destruction de son aile orientale.
Les ailes sud et ouest du logis sont restaurées au XIXe siècle.

## Architecture
L'accès au domaine s'effectue à l'ouest par un porche qui pénètre à travers les dépendances, au sud desquelles se trouve un pigeonnier attenant massif.
Au-delà du portail, une vaste esplanade mène à l'aile ouest au centre de laquelle le portail du logis est précédé d'un pont (ancien pont-levis) au-dessus d'un fossé. Cette aile est flanquée de deux tours-pavillons, celle du sud faisant le lien avec l'aile sud du logis.
Les deux ailes perpendiculaires délimitent en partie une grande terrasse bornée au sud-est par une échauguette.

## Galerie de photos

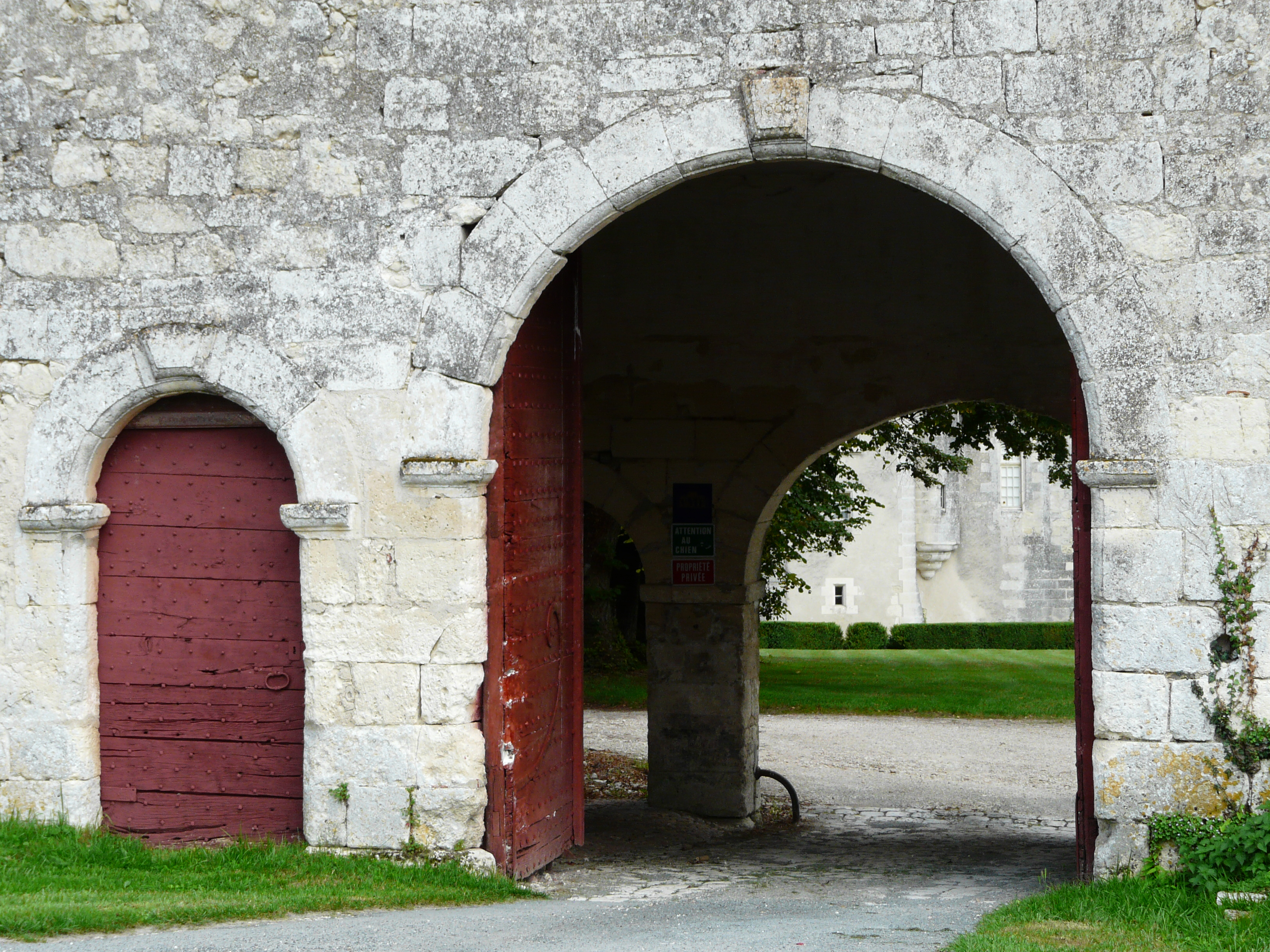
Le porche d'entrée du domaine.
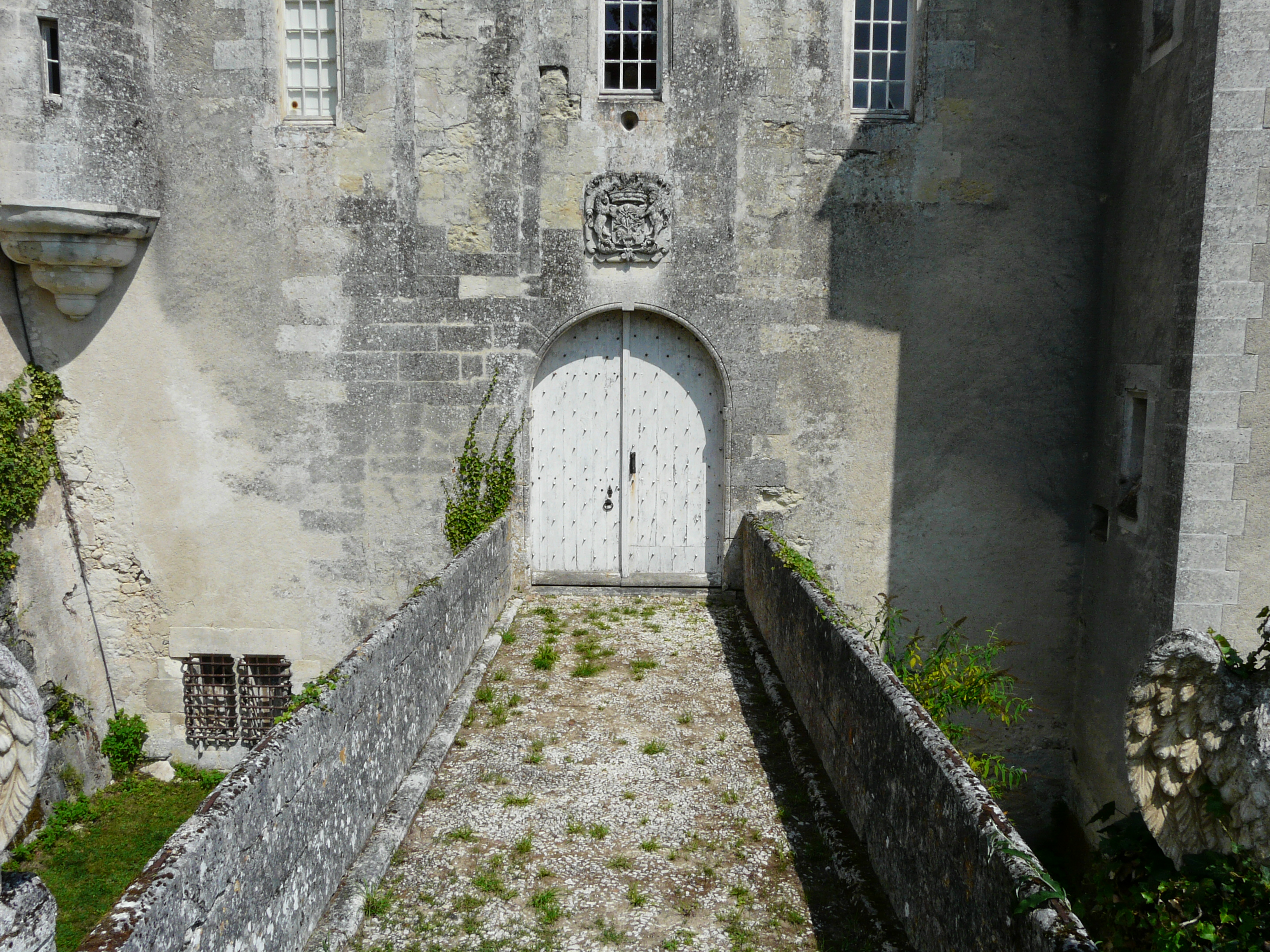
Le portail principal et le pont au-dessus du fossé.
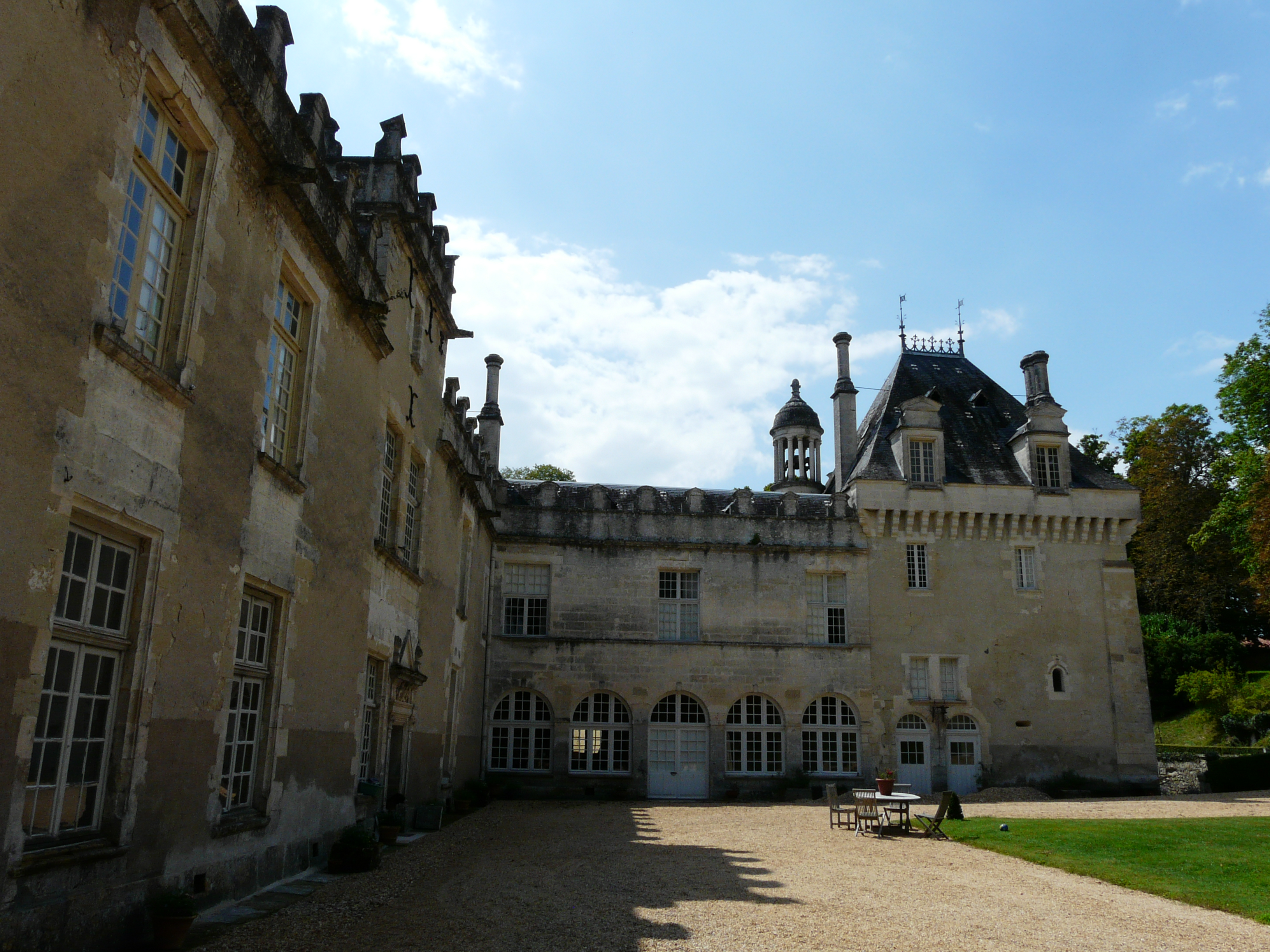
Les deux ailes et la cour intérieure.
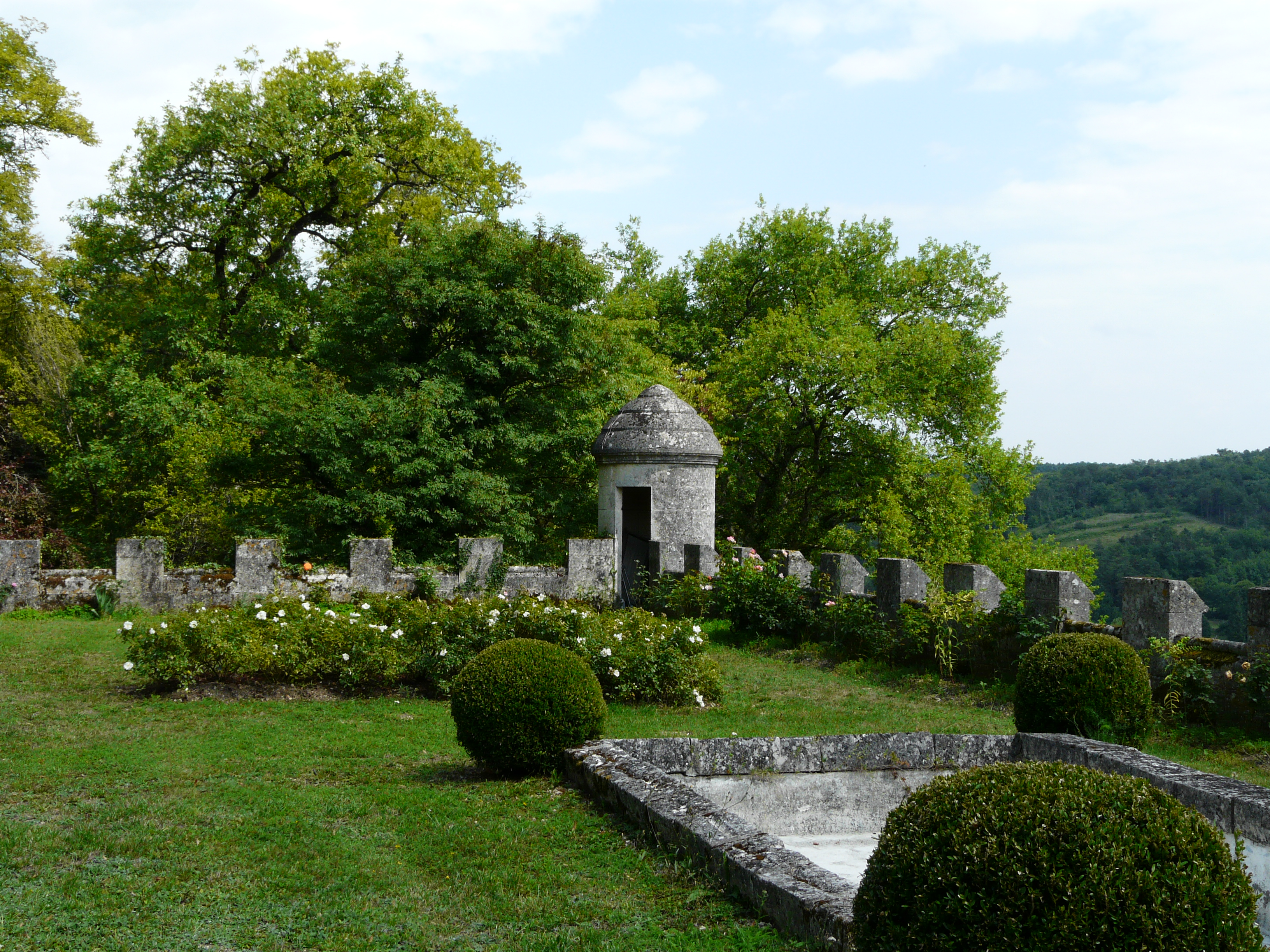
L'échauguette à l'angle sud-est.